# Kasaljanka
Kasaljanka (vitryska: Касалянка) är ett vattendrag i Belarus. Det ligger i den östra delen av landet, 230 km öster om huvudstaden Minsk.
I omgivningarna runt Kasaljanka växer i huvudsak blandskog. Runt Kasaljanka är det glesbefolkat, med 16 invånare per kvadratkilometer.